# Olympische Sommerspiele 1912/Teilnehmer (Ungarn)
| Gelbes Symbol für Goldmedaillen mit stilisierten Olympischen Ringen | Graues Symbol für Silbermedaillen mit stilisierten Olympischen Ringen | Braundes Symbol für Bronzemedaillen mit stilisierten Olympischen Ringen |
| ------------------------------------------------------------------- | --------------------------------------------------------------------- | ----------------------------------------------------------------------- |
| 3                                                                   | 2                                                                     | 3                                                                       |

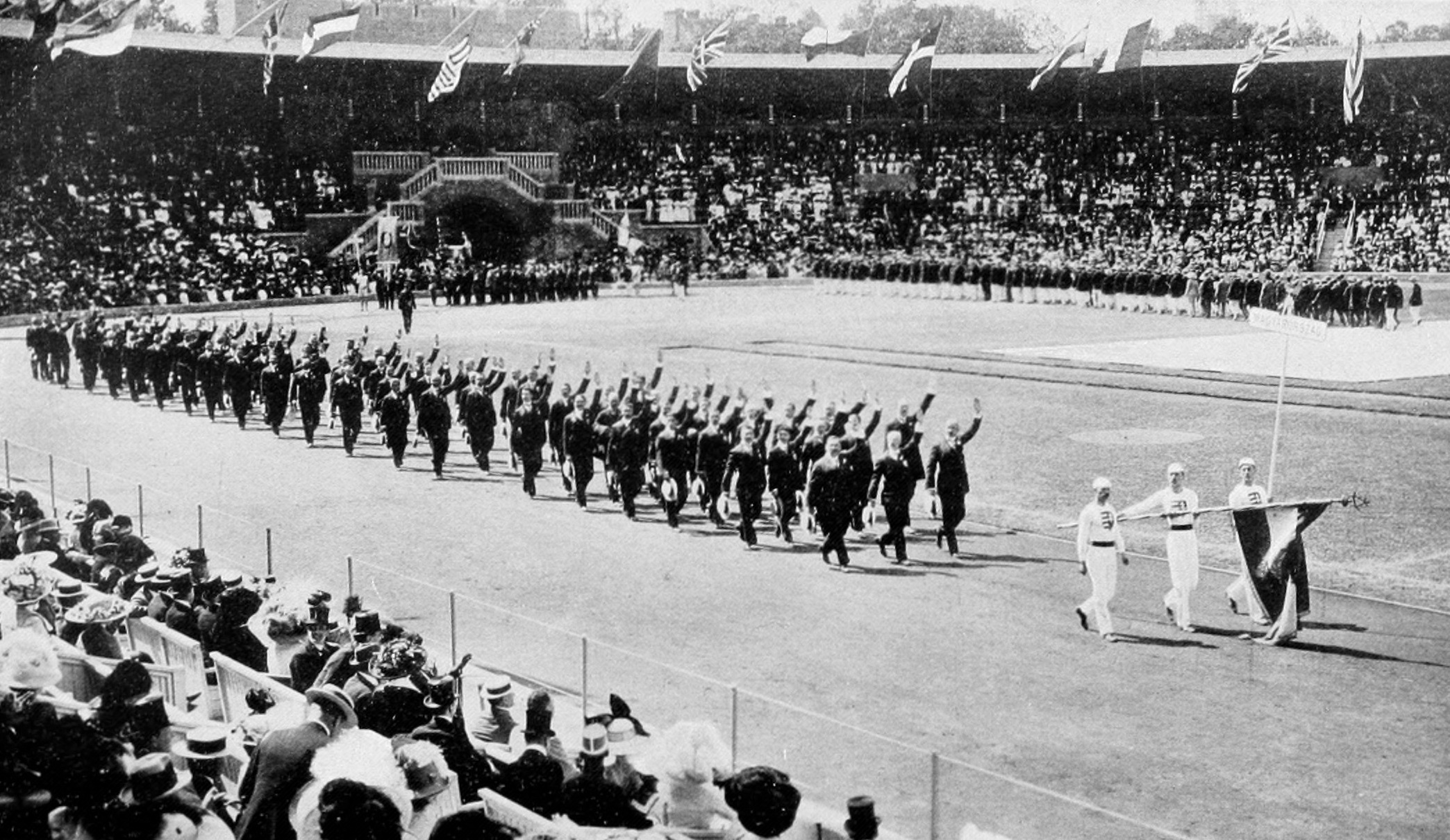
Die Mannschaft aus Ungarn bei der Eröffnungsfeier

Ungarn nahm an den Olympischen Sommerspielen 1912 in Stockholm, Schweden, mit 119 Sportlern teil. Dabei konnten die Athleten 3 Gold-, 2 Silber- und 3 Bronzemedaillen gewinnen.

## Medaillengewinner

### Olympiasieger
| Name | Sportart | Wettkampf                      |
| --- | -------- | ------------------------------ |
| Jenő Fuchs                                                                                                | Fechten  | Säbel Einzel                   |
| László Berti Dezső Földes Jenő Fuchs Oszkár Gerde Ervin Mészáros Zoltán Schenker Péter Tóth Lajos Werkner | Fechten  | Säbel Mannschaft               |
| Sándor Prokopp                                                                                            | Schießen | Armeegewehr Dreistellungskampf |

### Silber
| Name | Sportart | Wettkampf            |
| --- | -------- | -------------------- |
| Béla Békessy | Fechten  | Säbel Einzel         |
| József Berkes Imre Erdődy Samu Fóti Imre Gellért Győző Halmos Ottó Hellmich István Herczeg József Keresztessy Lajos Aradi János Krizmanich Elemér Pászti Árpád Pédery Jenő Réti Ferenc Szűts Ödön Téry Géza Tuli | Turnen   | Mannschaftsmehrkampf |

### Bronze
| Name           | Sportart       | Wettkampf                       |
| -------------- | -------------- | ------------------------------- |
| Ervin Mészáros | Fechten        | Säbel Einzel                    |
| Mór Kóczán     | Leichtathletik | Speerwurf                       |
| Béla Varga     | Ringen         | Halbschwergewicht (bis 82,5 kg) |

## Teilnehmer nach Sportarten

### Fechten
| Athlet | Disziplin         | Erste Runde       | Erste Runde       | Viertelfinale  | Viertelfinale  | Halbfinale     | Halbfinale     | Finale         | Finale         |
| Athlet | Disziplin         | Ergebnis          | Platz             | Ergebnis       | Platz          | Ergebnis       | Platz          | Ergebnis       | Platz          |
| --- | ----------------- | ----------------- | ----------------- | -------------- | -------------- | -------------- | -------------- | -------------- | -------------- |
| Béla Békessy                                                                                              | Florett, Einzel   | 1 Verloren        | Erster            | 0 Verloren     | Erster         | 1 Verloren     | Zweiter        | 1–6            | Siebter        |
| Béla Békessy                                                                                              | Degen, Einzel     | 5 Verloren        | Siebter           | nicht erreicht | nicht erreicht | nicht erreicht | nicht erreicht | nicht erreicht | nicht erreicht |
| Béla Békessy                                                                                              | Säbel, Einzel     | 3 Gewonnen        | Erster            | 1 Verloren     | Erster         | 4 Gewonnen     | Erster         | 5–2            | Zweiter        |
| László Berti                                                                                              | Florett, Einzel   | 1 Verloren        | Erster            | 1 Verloren     | Erster         | 0 Verloren     | Erster         | 4–3            | Vierter        |
| László Berti                                                                                              | Säbel, Einzel     | 3 Gewonnen        | Erster            | 0 Verloren     | Erster         | 3 Gewonnen     | Dritter        | nicht erreicht | nicht erreicht |
| Bertalan Dunay                                                                                            | Florett, Einzel   | 2 Verloren        | Vierter           | nicht erreicht | nicht erreicht | nicht erreicht | nicht erreicht | nicht erreicht | nicht erreicht |
| Bertalan Dunay                                                                                            | Säbel, Einzel     | Freilos           | Freilos           | 1 Verloren     | Zweiter        | 1 Gewonnen     | Vierter        | nicht erreicht | nicht erreicht |
| Dezső Földes                                                                                              | Florett, Einzel   | 2 Verloren        | Dritter           | 1 Verloren     | Zweiter        | DNF            | DNF            | nicht erreicht | nicht erreicht |
| Dezső Földes                                                                                              | Säbel, Einzel     | Freilos           | Freilos           | 1 Verloren     | Erster         | 4 Gewonnen     | Zweiter        | 1–6            | Achter         |
| Jenő Fuchs                                                                                                | Säbel, Einzel     | Freilos           | Freilos           | 0 Verloren     | Erster         | 1 Gewonnen     | Zweiter        | 6–1            | Olympiasieger  |
| Oszkár Gerde                                                                                              | Säbel, Einzel     | 3 Gewonnen        | Erster            | 1 Verloren     | Zweiter        | DNS            | DNS            | nicht erreicht | nicht erreicht |
| Ervin Mészáros                                                                                            | Säbel, Einzel     | Freilos           | Freilos           | 0 Verloren     | Erster         | 5 Gewonnen     | Erster         | 5–2            | Dritter        |
| Pál Pajzs                                                                                                 | Florett, Einzel   | 1 Verloren        | Zweiter           | 2 Verloren     | Dritter        | 2 Verloren     | Dritter        | nicht erreicht | nicht erreicht |
| Pál Pajzs                                                                                                 | Säbel, Einzel     | 1 Gewonnen        | Zweiter           | 1 Verloren     | Erster         | 3 Gewonnen     | Dritter        | nicht erreicht | nicht erreicht |
| Pál Rosty                                                                                                 | Degen, Einzel     | Freilos           | Freilos           | 2 Verloren     | Zweiter        | 3 Verloren     | Vierter        | nicht erreicht | nicht erreicht |
| Zoltán Schenker                                                                                           | Florett, Einzel   | 1 Verloren        | Zweiter           | 0 Verloren     | Erster         | 2 Verloren     | Dritter        | nicht erreicht | nicht erreicht |
| Zoltán Schenker                                                                                           | Säbel, Einzel     | 3 Gewonnen        | Erster            | 1 Verloren     | Erster         | 4 Gewonnen     | Zweiter        | 4–3            | Vierter        |
| Péter Tóth                                                                                                | Florett, Einzel   | 1 Verloren        | Zweiter           | 1 Verloren     | Erster         | 2 Verloren     | Dritter        | nicht erreicht | nicht erreicht |
| Péter Tóth                                                                                                | Säbel, Einzel     | 3 Gewonnen        | Erster            | 0 Verloren     | Erster         | 2 Gewonnen     | Erster         | 2–5            | Sechster       |
| Lajos Werkner                                                                                             | Säbel, Einzel     | 2 Gewonnen        | Zweiter           | 0 Verloren     | Erster         | 5 Gewonnen     | Erster         | 1–6            | Siebter        |
| Béla Zulawszky                                                                                            | Florett, Einzel   | 1 Verloren        | Zweiter           | 0 Verloren     | Erster         | 3 Verloren     | Vierter        | nicht erreicht | nicht erreicht |
| Béla Zulawszky                                                                                            | Säbel, Einzel     | 3 Gewonnen        | Erster            | 2 Verloren     | Dritter        | 2 Gewonnen     | Dritter        | nicht erreicht | nicht erreicht |
| László Berti Dezső Földes Jenő Fuchs Oszkár Gerde Ervin Mészáros Zoltán Schenker Péter Tóth Lajos Werkner | Säbel, Mannschaft | nicht ausgetragen | nicht ausgetragen | Freilos        | Freilos        | 3–0            | Erster         | 3–0            | Olympiasieger  |

### Fußball

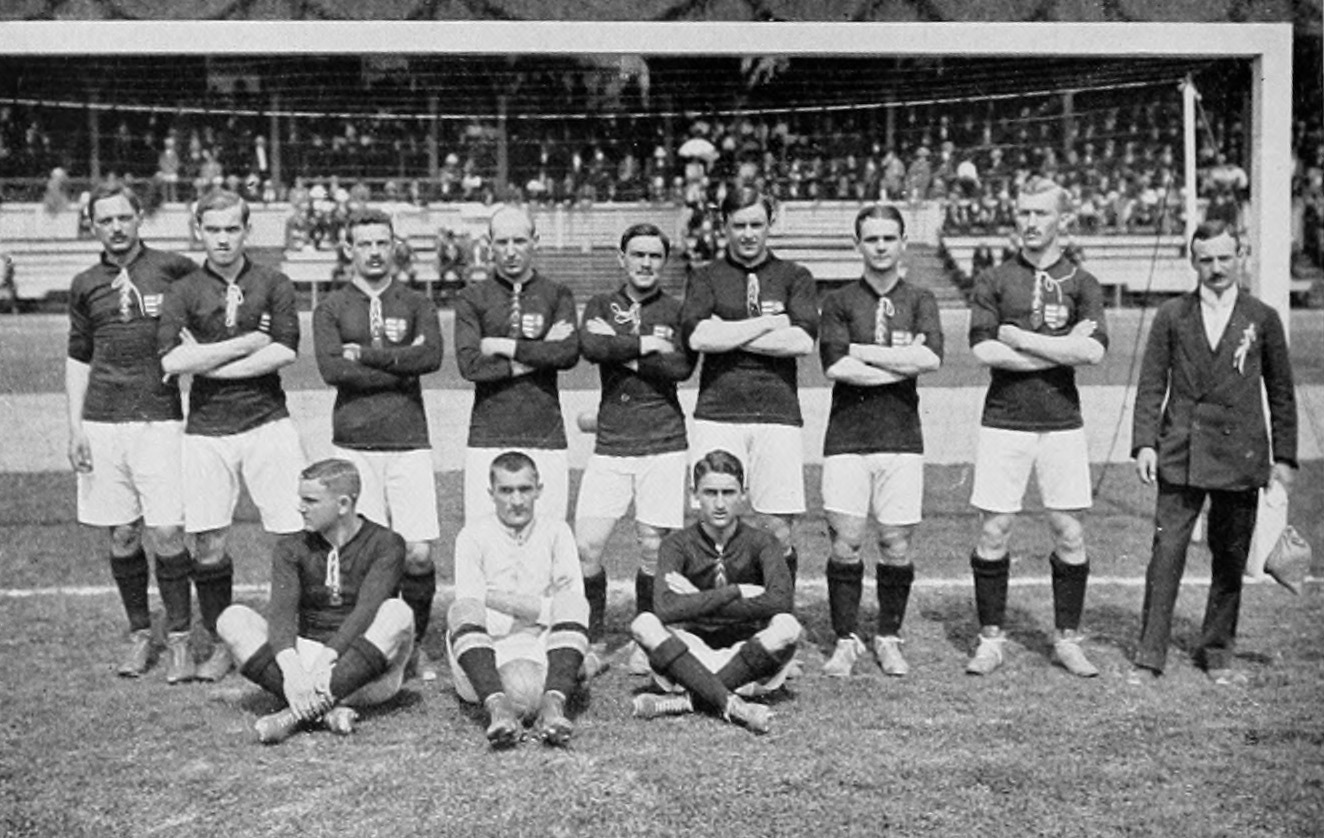
Die ungarische Fußballmannschaft bei den Olympischen Sommerspielen 1912

- Fünfter
Gyula Bíró
Zoltán Blum
Sándor Bodnár
Gáspár Borbás
Sándor Bródy
László Domonkos
Miklós Fekete
György Hlavay
Jenő Károly
Vilmos Kertész
Károly Koródy
Mihály Pataki
Imre Payer
Béla Révész
Gyula Rumbold
Béla Sebestyén
Imre Schlosser
Kálmán Szury
István Tóth-Potya
Antal Vágó
Károly Zsák
Ede Herczog (Trainer)

### Leichtathletik
| Athlet                                                      | Disziplin              | Vorlauf           | Vorlauf           | Halbfinale        | Halbfinale        | Finale         | Finale         |
| Athlet                                                      | Disziplin              | Ergebnis          | Platz             | Ergebnis          | Platz             | Ergebnis       | Platz          |
| ----------------------------------------------------------- | ---------------------- | ----------------- | ----------------- | ----------------- | ----------------- | -------------- | -------------- |
| János Antal                                                 | 800 m                  | DNF               | DNF               | nicht erreicht    | nicht erreicht    | nicht erreicht | nicht erreicht |
| András Baronyi                                              | Standweitsprung        | nicht ausgetragen | nicht ausgetragen | 3,13 m            | Siebter           | nicht erreicht | nicht erreicht |
| Ödön Bodor                                                  | 400 m                  | k. A.             | Sechster          | nicht erreicht    | nicht erreicht    | nicht erreicht | nicht erreicht |
| Ödön Bodor                                                  | 800 m                  | k. A.             | Dritter           | nicht erreicht    | nicht erreicht    | nicht erreicht | nicht erreicht |
| István Déván                                                | 200 m                  | k. A.             | Zweiter           | k. A.             | Vierter           | nicht erreicht | nicht erreicht |
| István Déván                                                | 400 m                  | k. A.             | Dritter           | nicht erreicht    | nicht erreicht    | nicht erreicht | nicht erreicht |
| István Drubina                                              | 10.000 m Gehen         | nicht ausgetragen | nicht ausgetragen | DNF               | DNF               | nicht erreicht | nicht erreicht |
| Ferenc Forgács                                              | 800 m                  | k. A.             | Fünfter-Siebter   | nicht erreicht    | nicht erreicht    | nicht erreicht | nicht erreicht |
| Ferenc Forgács                                              | 1500 m                 | nicht ausgetragen | nicht ausgetragen | k. A.             | Fünfter           | nicht erreicht | nicht erreicht |
| Samu Fóti                                                   | Diskuswurf             | nicht ausgetragen | nicht ausgetragen | 36,37 m           | 25.               | nicht erreicht | nicht erreicht |
| Andor Horvag                                                | Standhochsprung        | nicht ausgetragen | nicht ausgetragen | keine Weite       | 18.               | nicht erreicht | nicht erreicht |
| István Jankovich                                            | 100 m                  | k. A.             | Zweiter           | k. A.             | Vierter           | nicht erreicht | nicht erreicht |
| Ödön Kárpáti                                                | Marathon               | nicht ausgetragen | nicht ausgetragen | nicht ausgetragen | nicht ausgetragen | 3:25:21,6 h    | 31.            |
| Károly Kobulszky                                            | Diskuswurf             | nicht ausgetragen | nicht ausgetragen | 38,15 m           | 19.               | nicht erreicht | nicht erreicht |
| Károly Kobulszky                                            | Diskuswurf (beidarmig) | nicht ausgetragen | nicht ausgetragen | 59.48             | 18                | nicht erreicht | nicht erreicht |
| Mór Kóczán                                                  | Diskuswurf             | nicht ausgetragen | nicht ausgetragen | 33,30 m           | 33.               | nicht erreicht | nicht erreicht |
| Mór Kóczán                                                  | Speerwirf              | nicht ausgetragen | nicht ausgetragen | 54,99 m           | Dritter           | 55,50 m        | Dritter        |
| Mór Kóczán                                                  | Speerwurf (beidarmig)  | nicht ausgetragen | nicht ausgetragen | 66,69 m           | Zwölfter          | nicht erreicht | nicht erreicht |
| Nándor Kovács                                               | Weitsprung             | nicht ausgetragen | nicht ausgetragen | 5,96 m            | 26.               | nicht erreicht | nicht erreicht |
| Lajos Ludinszky                                             | Hochsprung             | nicht ausgetragen | nicht ausgetragen | 1,60 m            | 28.               | nicht erreicht | nicht erreicht |
| György Luntzer                                              | Diskuswurf             | nicht ausgetragen | nicht ausgetragen | 37,88 m           | 21.               | nicht erreicht | nicht erreicht |
| György Luntzer                                              | Diskuswurf (beidarmig) | nicht ausgetragen | nicht ausgetragen | keine Weite       | 20.               | nicht erreicht | nicht erreicht |
| Imre Mudin                                                  | Kugelstoßen            | nicht ausgetragen | nicht ausgetragen | 12,81 m           | Sechster          | nicht erreicht | nicht erreicht |
| Vilmos Rácz                                                 | 100 m                  | k. A.             | Zweiter           | k. A.             | Sechster          | nicht erreicht | nicht erreicht |
| Károly Radóczy                                              | 800 m                  | DNF               | DNF               | nicht erreicht    | nicht erreicht    | nicht erreicht | nicht erreicht |
| Henrik Ripszám                                              | Marathon               | nicht ausgetragen | nicht ausgetragen | nicht ausgetragen | nicht ausgetragen | DNF            | DNF            |
| Henrik Ripszám                                              | 10.000 m Gehen         | nicht ausgetragen | nicht ausgetragen | 55:20,6 h         | Achter            | nicht erreicht | nicht erreicht |
| Teofil Savniki                                              | 1500 m                 | nicht ausgetragen | nicht ausgetragen | k. A.             | Vierter-Fünfter   | nicht erreicht | nicht erreicht |
| Károly Solymár                                              | 110 m Hürden           | 15,8 s            | Zweiter           | DNF               | DNF               | nicht erreicht | nicht erreicht |
| Pál Szalay                                                  | 100 m                  | k. A.             | Zweiter           | k. A.             | Vierter           | nicht erreicht | nicht erreicht |
| Pál Szalay                                                  | Weitsprung             | nicht ausgetragen | nicht ausgetragen | 5,98 m            | 25.               | nicht erreicht | nicht erreicht |
| Ervin Szerelemhegyi                                         | 100 m                  | k. A.             | Vierter           | nicht erreicht    | nicht erreicht    | nicht erreicht | nicht erreicht |
| Ervin Szerelemhegyi                                         | 200 m                  | k. A.             | Vierter           | nicht erreicht    | nicht erreicht    | nicht erreicht | nicht erreicht |
| Ervin Szerelemhegyi                                         | 400 m                  | k. A.             | Zweiter           | k. A.             | Dritter           | nicht erreicht | nicht erreicht |
| Ferenc Szobota                                              | 100 m                  | k. A.             | Zweiter           | k. A.             | Sechster          | nicht erreicht | nicht erreicht |
| Rezsõ Újlaki                                                | Diskuswurf             | nicht ausgetragen | nicht ausgetragen | 39,82 m           | Neunter           | nicht erreicht | nicht erreicht |
| Rezsõ Újlaki                                                | Diskuswurf (beidarmig) | nicht ausgetragen | nicht ausgetragen | 66,18 m           | 14.               | nicht erreicht | nicht erreicht |
| Iván Wardener                                               | Hochsprung             | nicht ausgetragen | nicht ausgetragen | 1,83 m            | Erster            | 1,80 m         | Neunter        |
| Frigyes Wiesner                                             | 200 m                  | k. A.             | Zweiter           | k. A.             | Fünfter           | nicht erreicht | nicht erreicht |
| Frigyes Wiesner                                             | 400 m                  | 50,8 m            | Erster            | k. A.             | Vierter           | nicht erreicht | nicht erreicht |
| Ödön Bodor István Déván Ervin Szerelemhegyi Frigyes Wiesner | 4 × 400 m Staffel      | nicht ausgetragen | nicht ausgetragen | 3:29,4 min        | Dritter           | nicht erreicht | nicht erreicht |
| István Jankovich Vilmos Rácz Pál Szalay Ferenc Szobota      | 4 × 100 m Staffel      | 43,7 s            | Erster            | 42,9 s            | Zweiter           | nicht erreicht | nicht erreicht |

### Radsport
| Athlet                                                      | Disziplin                  | Finale       | Finale   |
| Athlet                                                      | Disziplin                  | Zeit         | Platz    |
| ----------------------------------------------------------- | -------------------------- | ------------ | -------- |
| János Henzsel                                               | Einzelzeitfahren (320 km)  | 12:42:16,3 h | 75.      |
| Gyula Mazur                                                 | Einzelzeitfahren (320 km)  | 12:50:55,8 h | 77.      |
| István Müller                                               | Einzelzeitfahren (320 km)  | 12:39:28,0 h | 73.      |
| Ignác Teiszenberger                                         | Einzelzeitfahren (320 km)  | 13:38:35,8 h | 84.      |
| Károly Teppert                                              | Einzelzeitfahren (320 km)  | DNF          | DNF      |
| János Henzsel Gyula Mazur István Müller Ignác Teiszenberger | Mannschaftsfahren (320 km) | 51:51:15,9 h | Zwölfter |

### Ringen
| Athlet          | Disziplin                       | Erste Runde         | Zweite Runde       | Dritte Runde        | Vierte Runde        | Fünfte Runde       | Sechste Runde    | Siebte Runde      | Finale                  | Finale                  | Finale                  | Finale   |
| Athlet          | Disziplin                       | Gegner Ergebnis     | Gegner Ergebnis    | Gegner Ergebnis     | Gegner Ergebnis     | Gegner Ergebnis    | Gegner Ergebnis  | Gegner Ergebnis   | Match A Gegner Ergebnis | Match B Gegner Ergebnis | Match C Gegner Ergebnis | Rank     |
| --------------- | ------------------------------- | ------------------- | ------------------ | ------------------- | ------------------- | ------------------ | ---------------- | ----------------- | ----------------------- | ----------------------- | ----------------------- | -------- |
| Ernő Márkus     | Leichtgewicht (bis 67,5 kg)     | Gould Gewonnen      | Hansen Verloren    | Malmström Verloren  | nicht erreicht      | nicht erreicht     | nicht erreicht   | nicht erreicht    | nicht erreicht          | nicht erreicht          | nicht erreicht          | 23.      |
| Árpád Miskey    | Mittelgewicht (bis 75 kg)       | Bergqvist Gewonnen  | Ohlsson Gewonnen   | Klein Verloren      | Åberg Verloren      | nicht erreicht     | nicht erreicht   | nicht erreicht    | nicht erreicht          | nicht erreicht          | nicht erreicht          | Elfter   |
| Dezső Orosz     | Leichtgewicht (bis 67,5 kg)     | Rydström Gewonnen   | Lesieur Gewonnen   | Urvikko Verloren    | Mathiasson Verloren | nicht erreicht     | nicht erreicht   | nicht erreicht    | nicht erreicht          | nicht erreicht          | nicht erreicht          | 17.      |
| József Pongrácz | Federgewicht (bis 60 kg)        | Lysohn Gewonnen     | Andersen Gewonnen  | Kangas Verloren     | Johansson Verloren  | nicht erreicht     | nicht erreicht   | nicht erreicht    | nicht erreicht          | nicht erreicht          | nicht erreicht          | Zwölfter |
| Ödön Radvány    | Leichtgewicht (bis 67,5 kg)     | Kippasto Gewonnen   | Flygare Gewonnen   | Kangas Verloren     | Laitinen Gewonnen   | Hansen Gewonnen    | Nilsson Gewonnen | Lund Verloren     | nicht erreicht          | nicht erreicht          | nicht erreicht          | Vierter  |
| József Sándor   | Leichtgewicht (bis 67,5 kg)     | Jonsson Gewonnen    | Nilsson Verloren   | Sauerhöfer Verloren | nicht erreicht      | nicht erreicht     | nicht erreicht   | nicht erreicht    | nicht erreicht          | nicht erreicht          | nicht erreicht          | 23.      |
| Rezső Somogyi   | Mittelgewicht (bis 75 kg)       | Klein Verloren      | Johansson Verloren | nicht erreicht      | nicht erreicht      | nicht erreicht     | nicht erreicht   | nicht erreicht    | nicht erreicht          | nicht erreicht          | nicht erreicht          | 26.      |
| Árpád Szántó    | Leichtgewicht (bis 67,5 kg)     | Hansen Verloren     | DNS                | nicht erreicht      | nicht erreicht      | nicht erreicht     | nicht erreicht   | nicht erreicht    | nicht erreicht          | nicht erreicht          | nicht erreicht          | 47.      |
| András Szoszky  | Federgewicht (bis 60 kg)        | Gerstäcker Verloren | Haapanen Verloren  | nicht erreicht      | nicht erreicht      | nicht erreicht     | nicht erreicht   | nicht erreicht    | nicht erreicht          | nicht erreicht          | nicht erreicht          | 26.      |
| Béla Varga      | Halbschwergewicht (bis 82,5 kg) | Ekman Gewonnen      | Wiklund Verloren   | Lindberg Gewonnen   | Andersson Gewonnen  | Pétursson Gewonnen | Rajala Gewonnen  | nicht ausgetragen | Ahlgren Verloren        | Böhling Verloren        | nicht erreicht          | Dritter  |

### Rudern
| Athlet | Disziplin | Vorrunde   | Vorrunde | Viertelfinale  | Viertelfinale  | Halbfinale     | Halbfinale     | Finale         | Finale         |
| Athlet | Disziplin | Result     | Platz    | Result         | Platz          | Result         | Platz          | Result         | Platz          |
| --- | --------- | ---------- | -------- | -------------- | -------------- | -------------- | -------------- | -------------- | -------------- |
| Károly Levitzky | Einer     | 8:04,0 min | Erster   | k. A.          | Zweiter        | nicht erreicht | nicht erreicht | nicht erreicht | nicht erreicht |
| József Mészáros | Einer     | 8:29,0 min | Erster   | k. A.          | Zweiter        | nicht erreicht | nicht erreicht | nicht erreicht | nicht erreicht |
| Artúr Baján Lajos Gráf István Jeney Miltiades Manno Antal Szebeny György Szebeny István Szebeny Miklós Szebeny Kálmán Vaskó (Steuermann) | Achter    | k. A.      | Zweiter  | nicht erreicht | nicht erreicht | nicht erreicht | nicht erreicht | nicht erreicht | nicht erreicht |

### Schießen
| Athlet                                                                           | Disziplin                                | Finale   | Finale        |
| Athlet                                                                           | Disziplin                                | Ergebnis | Platz         |
| -------------------------------------------------------------------------------- | ---------------------------------------- | -------- | ------------- |
| Emil Bömches                                                                     | Freies Gewehr 300 m                      | 828      | 50.           |
| Emil Bömches                                                                     | Armeegewehr 600 m                        | 51       | 80.           |
| Emil Bömches                                                                     | Armeegewehr Dreistellungskampf           | 69       | 66.           |
| Béla Darányi                                                                     | Armeegewehr Dreistellungskampf           | 12       | 91.           |
| Aladár Farkas                                                                    | Freies Gewehr 300 m                      | 653      | 75.           |
| Aladár Farkas                                                                    | Armeegewehr 600 m                        | 56       | 76.           |
| Aladár Farkas                                                                    | Armeegewehr Dreistellungskampf           | 85       | 24.           |
| László Hauler                                                                    | Kleinkaliber 50 m                        | 178      | 29.           |
| László Hauler                                                                    | Freies Gewehr 300 m                      | 677      | 74.           |
| László Hauler                                                                    | Armeegewehr 600 m                        | 35       | 83.           |
| László Hauler                                                                    | Armeegewehr Dreistellungskampf           | 84       | 27.           |
| Zoltán Jelenffy                                                                  | Freies Gewehr 300 m                      | 718      | 69.           |
| Zoltán Jelenffy                                                                  | Armeegewehr 600 m                        | 54       | 78.           |
| Zoltán Jelenffy                                                                  | Armeegewehr Dreistellungskampf           | 48       | 87.           |
| Zoltán Jelenffy                                                                  | Beliebige Scheibenpistole 50 m           | 348      | 52.           |
| Géza Mészöly                                                                     | Freies Gewehr 300 m                      | DNF      | DNF           |
| Géza Mészöly                                                                     | Armeegewehr 600 m                        | 54       | 79.           |
| Géza Mészöly                                                                     | Armeegewehr Dreistellungskampf           | 83       | 29.           |
| István Prihoda                                                                   | Freies Gewehr 300 m                      | DNF      | DNF           |
| István Prihoda                                                                   | Armeegewehr Dreistellungskampf           | 49       | 85.           |
| Sándor Prokopp                                                                   | Armeegewehr Dreistellungskampf           | 97       | Olympiasieger |
| Sándor Török                                                                     | Kleinkaliber 50 m                        | 174      | 31.           |
| Sándor Török                                                                     | Kleinkaliber 25 m – Verschwindendes Ziel | 146      | 33.           |
| Sándor Török                                                                     | Beliebige Scheibenpistole 50 m           | 424      | 27.           |
| Sándor Török                                                                     | Schnellfeuerpistole 30 m                 | 275      | Neunter       |
| Rezső Velez                                                                      | Freies Gewehr 300 m                      | 712      | 72.           |
| Rezső Velez                                                                      | Armeegewehr 600 m                        | 60       | 73.           |
| Rezső Velez                                                                      | Armeegewehr Dreistellungskampf           | 92       | Siebter       |
| Emil Bömches Aladár Farkas László Hauler Géza Mészöly István Prihoda Rezső Velez | Armeegewehr Mannschaft                   | 1333     | Zehnter       |

### Schwimmen
| Athlet                                                     | Disziplin          | Vorläufe          | Vorläufe          | Viertelfinale     | Viertelfinale     | Halbfinale     | Halbfinale     | Finale         | Finale         |
| Athlet                                                     | Disziplin          | Zeit              | Platz             | Zeit              | Platz             | Zeit           | Platz          | Zeit           | Platz          |
| ---------------------------------------------------------- | ------------------ | ----------------- | ----------------- | ----------------- | ----------------- | -------------- | -------------- | -------------- | -------------- |
| Männer                                                     |                    |                   |                   |                   |                   |                |                |                |                |
| András Baronyi                                             | 100 m Rücken       | nicht ausgetragen | nicht ausgetragen | 1:22,0 min        | Erster            | 1:26,2 min     | Dritter        | 1:25,2 min     | Vierter        |
| László Beleznai                                            | 100 m Freistil     | 1:08,0 min        | Erster            | DNS               | DNS               | nicht erreicht | nicht erreicht | nicht erreicht | nicht erreicht |
| Oszkár Demján                                              | 200 m Brust        | nicht ausgetragen | nicht ausgetragen | 3:07,8 min        | Erster            | 3:11,2 min     | Vierter        | nicht erreicht | nicht erreicht |
| Oszkár Demján                                              | 400 m Brust        | nicht ausgetragen | nicht ausgetragen | DSQ               | DSQ               | nicht erreicht | nicht erreicht | nicht erreicht | nicht erreicht |
| Alajos Kenyéry                                             | 100 m Freistil     | k. A.             | Vierter–Sechster  | nicht erreicht    | nicht erreicht    | nicht erreicht | nicht erreicht | nicht erreicht | nicht erreicht |
| Alajos Kenyéry                                             | 400 m Freistil     | nicht ausgetragen | nicht ausgetragen | 5:46,0 min        | Zweiter           | DNS            | DNS            | nicht erreicht | nicht erreicht |
| Béla Las-Torres                                            | 400 m Freistil     | nicht ausgetragen | nicht ausgetragen | 5:36,2 min        | Erster            | 5:34,8 min     | Zweiter        | 5:42,0 min     | Fünfter        |
| Béla Las-Torres                                            | 1500 m Freistil    | nicht ausgetragen | nicht ausgetragen | 22:58,0 min       | Erster            | 23:09,8 min    | Erster         | DNF            | DNF            |
| László Szentgróthy                                         | 100 m Freistil     | k. A.             | Dritter           | nicht erreicht    | nicht erreicht    | nicht erreicht | nicht erreicht | nicht erreicht | nicht erreicht |
| László Szentgróthy                                         | 100 m Rücken       | nicht ausgetragen | nicht ausgetragen | 1:26,6 min        | Erster            | 1:26,4 min     | Vierter        | nicht erreicht | nicht erreicht |
| János Wenk                                                 | 100 m Rücken       | nicht ausgetragen | nicht ausgetragen | DSQ               | DSQ               | nicht erreicht | nicht erreicht | nicht erreicht | nicht erreicht |
| László Beleznai Alajos Kenyéry Béla Las-Torres Imre Zachár | 4 × 200 m Freistil | nicht ausgetragen | nicht ausgetragen | nicht ausgetragen | nicht ausgetragen | 10:34,6 min    | Zweiter        | DNS            | DNS            |

### Tennis
| Athleten                         | Disziplin     | Erste Runde       | Zweite Runde                       | Dritte Runde                                 | Achtelfinale                                 | Viertelfinale   | Halbfinale      | Finale          | Finale  |
| Athleten                         | Disziplin     | Gegner Ergebnis   | Gegner Ergebnis                    | Gegner Ergebnis                              | Gegner Ergebnis                              | Gegner Ergebnis | Gegner Ergebnis | Gegner Ergebnis | Rank    |
| -------------------------------- | ------------- | ----------------- | ---------------------------------- | -------------------------------------------- | -------------------------------------------- | --------------- | --------------- | --------------- | ------- |
| Männer                           |               |                   |                                    |                                              |                                              |                 |                 |                 |         |
| Leó von Baráth                   | Einzel, Rasen | Freilos           | von Kelemen Verloren 6-1, 6-3, 6-4 | nicht erreicht                               | nicht erreicht                               | nicht erreicht  | nicht erreicht  | nicht erreicht  | 31.     |
| Béla von Kehrling                | Einzel, Rasen | Freilos           | Freilos                            | Hansen Gewonnen 6-2, 6-1, 6-8, 6-4           | von Müller Verloren 6-2, 6-1, 6-1            | nicht erreicht  | nicht erreicht  | nicht erreicht  | Neunter |
| Aurél von Kelemen                | Einzel, Rasen | Freilos           | von Baráth Gewonnen 6-1, 6-3, 6-4  | Heyden Verloren 6-3, 4-6, 7-5, 7-5           | nicht erreicht                               | nicht erreicht  | nicht erreicht  | nicht erreicht  | 17.     |
| Jenő Zsigmondy                   | Einzel, Rasen | Freilos           | Freilos                            | von Müller Verloren 6-1, 6-2, 6-0            | nicht erreicht                               | nicht erreicht  | nicht erreicht  | nicht erreicht  | 17.     |
| Leó von Baráth Aurél von Kelemen | Doppel, Rasen | nicht ausgetragen | nicht ausgetragen                  | Schomburgk von Müller Verloren 6-0, 6-0, 6-2 | nicht erreicht                               | nicht erreicht  | nicht erreicht  | nicht erreicht  | 15.     |
| Béla von Kehrling Jenő Zsigmondy | Doppel, Rasen | nicht ausgetragen | nicht ausgetragen                  | Zeman & Robětín Gewonnen 3-6, 6-1, 6-4, 6-4  | Kitson & Winslow Verloren 6-3, 6-3, 7-9, 6-2 | nicht erreicht  | nicht erreicht  | nicht erreicht  | Neunter |

### Turnen
| Athlet | Disziplin            | Finale   | Finale  |
| Athlet | Disziplin            | Ergebnis | Platz   |
| --- | -------------------- | -------- | ------- |
| Imre Gellért | Einzelmehrkampf      | 117,00   | 17      |
| János Krizmanich | Einzelmehrkampf      | 115,00   | 19      |
| Elemér Pászti | Einzelmehrkampf      | 119,00   | 13      |
| József Szalai | Einzelmehrkampf      | 117,25   | 15      |
| József Berkes Imre Erdődy Samu Fóti Imre Gellért Győző Halmos Ottó Hellmich István Herczeg József Keresztessy Lajos Aradi János Krizmanich Elemér Pászti Árpád Pédery Jenő Réti Ferenc Szűts Ödön Téry Géza Tuli | Mannschaftsmehrkampf | 45,45    | Zweiter |

### Wasserball
| Athleten                                                                                      | Disziplin | Viertelfinale   | Halbfinale      | Finale          | Trostrunde Halbfinale | Trostrunde Finale | Spiel um Silber 1 | Spiel um Silber 2 | Spiel um Platz 2 | Rank     |
| Athleten                                                                                      | Disziplin | Gegner Ergebnis | Gegner Ergebnis | Gegner Ergebnis | Gegner Ergebnis       | Gegner Ergebnis   | Gegner Ergebnis   | Gegner Ergebnis   | Gegner Ergebnis  | Rank     |
| --------------------------------------------------------------------------------------------- | --------- | --------------- | --------------- | --------------- | --------------------- | ----------------- | ----------------- | ----------------- | ---------------- | -------- |
| Sándor Ádám László Beleznai Tibor Fazekas Jenő Hégner-Tóth Károly Rémi János Wenk Imre Zachár | Männer    | Verloren 4–5    | nicht erreicht  | nicht erreicht  | Verloren 5–6          | nicht erreicht    | nicht erreicht    | nicht erreicht    | nicht erreicht   | Sechster |